# 44-та піхотна дивізія (Третій Рейх)
44-та піхотна дивізія (Третій Рейх) (нім. 44. Infanterie-Division) — піхотна дивізія Вермахту за часів Другої світової війни. 1 червня 1943 року переформована на 44-ту рейхс-гренадерську дивізію «Гох унд Дойчемайстер».

## Історія
44-та піхотна дивізія створена 1 квітня 1938 року у Відні в 17-му військовому окрузі (нім. Wehrkreis XVII).

## Райони бойових дій
- Австрія (квітень 1938 — вересень 1939);
- Польща (вересень — грудень 1939);
- Німеччина (грудень 1939 — травень 1940);
- Франція (травень 1940 — березень 1941);
- Генеральна губернія (березень — червень 1941);
- СРСР (південний напрямок) (червень 1941 — серпень 1942);
- СРСР (Сталінград) (серпень 1942 — лютий 1943);
- Бельгія (лютий — травень 1943).

## Командування

### Командири
1-ше формування
- генерал від інфантерії Альбрехт Шуберт (нім. Albrecht Schubert) (1 квітня 1938 — 1 жовтня 1939);
- генерал від інфантерії Фрідріх Зіберт (нім. Friedrich Siebert) (1 жовтня 1939 — 2 травня 1942);
- генерал-лейтенант Генріх-Антон Дебуа (нім. Heinrich Deboi) (2 травня 1942 — 31 січня 1943), захоплений в полон;

2-ге формування
- генерал-лейтенант, доктор наук Франц Баєр (нім. Franz Beyer) (1 березня — 1 червня 1943);

## Нагороджені дивізії
Нагороджені дивізії
Нагороджені Сертифікатом Пошани Головнокомандувача Сухопутних військ для військових формувань Вермахту за збитий літак противника
- 16 травня 1942 — 131-й піхотний полк за дії 28 березня 1942 (136);
- 19 липня 1942 — 96-й артилерійський полк за дії 8 квітня 1942 (177);
- 10 серпня 1942 — 3-й піхотний батальйон 132-го піхотного полку за дії 13 травня 1942 (194).

|  | Кавалери Золотого Німецького Хреста                                                                        | 60                                      |
|  | Кавалери Срібного Німецького Хреста                                                                        | 1                                       |
|  | Кавалери Лицарського хреста Залізного хреста з Дубовим листям                                              | 1 (№ 50 оберст Карл Айбль — 31.12.1941) |
|  | Кавалери Лицарського хреста Залізного хреста                                                               | 26                                      |
|  | Кавалери Почесної відзнаки Сухопутних військ «Почесна застібка на орденську стрічку для Сухопутних військ» | 19                                      |

- Нагороджені Сертифікатом Пошани Головнокомандувача Сухопутних військ (5)
- Нагороджені Сертифікатом Пошани Головнокомандувача Сухопутних військ за збитий літак противника (2)